# James H. Hawley
James Henry Hawley, född 17 januari 1847 i Dubuque, Iowa, död 3 augusti 1929 i Boise, Idaho, var en amerikansk demokratisk politiker och jurist. Han var guvernör i delstaten Idaho 1911–1913.
Hawley studerade juridik och inledde 1890 sin karriär som advokat i Idaho. Han gjorde en framgångsrik karriär både som advokat och som åklagare. Mellan 1903 och 1905 tjänstgjorde han som borgmästare i Boise.
Hawley efterträdde 1911 James H. Brady som Idahos guvernör och efterträddes 1913 av John M. Haines. Katoliken Hawley avled 1929 och gravsattes på Morris Hill Cemetery i Boise.